# Бристоль (Мен)
Бристоль (англ. Bristol) — місто (англ. town) в США, в окрузі Лінкольн штату Мен. Населення — 2834 особи (2020).

## Демографія
Згідно з переписом 2010 року, у місті мешкало 2755 осіб у 1309 домогосподарствах у складі 828 родин. Було 2585 помешкань
Расовий склад населення:
| - 98,4 % — білих - 0,4 % — азіатів - 0,2 % — корінних американців - 0,1 % — чорних або афроамериканців |

До двох чи більше рас належало 0,9 %. Частка іспаномовних становила 0,5 % від усіх жителів.
За віковим діапазоном населення розподілялося таким чином: 15,2 % — особи молодші 18 років, 56,3 % — особи у віці 18—64 років, 28,5 % — особи у віці 65 років та старші. Медіана віку мешканця становила 54,1 року. На 100 осіб жіночої статі у місті припадало 97,8 чоловіків;  на 100 жінок у віці від 18 років та старших — 95,6 чоловіків також старших 18 років.
Середній дохід на одне домашнє господарство  становив 76 157 доларів США (медіана — 62 321), а середній дохід на одну сім'ю — 87 616 доларів (медіана — 81 538). Медіана доходів становила 51 141 долар для чоловіків та 37 375 доларів для жінок. За межею бідності перебувало 10,2 % осіб, у тому числі 20,6 % дітей у віці до 18 років та 4,7 % осіб у віці 65 років та старших.
Цивільне працевлаштоване населення становило 1155 осіб. Основні галузі зайнятості: освіта, охорона здоров'я та соціальна допомога — 34,5 %, науковці, спеціалісти, менеджери — 13,9 %, сільське господарство, лісництво, риболовля — 10,8 %, мистецтво, розваги та відпочинок — 8,7 %.